# Mistrzostwa Europy w Pływaniu 2024
Mistrzostwa Europy w Pływaniu 2024 – 37. edycja mistrzostw Europy w pływaniu, które odbyły się w dniach 10–23 czerwca 2024 roku w stolicy Serbii, Belgradzie.

## Harmonogram mistrzostw
| ● | Finały |

| Czerwiec                     | 10 | 11 | 12 | 13 | 14 | 15 | 16 | 17 | 18 | 19 | 20 | 21 | 22 | 23 | Łącznie |
| ---------------------------- | -- | -- | -- | -- | -- | -- | -- | -- | -- | -- | -- | -- | -- | -- | ------- |
| Pływanie                     |    |    |    |    |    |    |    | 3  | 6  | 7  | 5  | 6  | 6  | 10 | 43      |
| Pływanie na otwartym akwenie |    |    | 2  | 2  | 2  | 1  |    |    |    |    |    |    |    |    | 7       |
| Pływanie artystyczne         | 1  | 2  | 2  | 3  | 3  |    |    |    |    |    |    |    |    |    | 11      |
| Skoki do wody                |    |    |    |    |    |    |    | 1  | 2  | 2  | 2  | 2  | 2  | 2  | 13      |
| Łącznie                      | 1  | 2  | 4  | 5  | 5  | 1  |    | 4  | 8  | 9  | 7  | 8  | 8  | 12 | 74      |

## Klasyfikacja medalowa
*   Gospodarz ( Serbia)
| Miejsce | Reprezentacja        | Złoto | Srebro | Brąz | Razem |
| ------- | -------------------- | ----- | ------ | ---- | ----- |
| 1       | Węgry                | 12    | 9      | 10   | 31    |
| 2       | Hiszpania            | 7     | 3      | 1    | 11    |
| 3       | Grecja               | 6     | 10     | 4    | 20    |
| 4       | Wielka Brytania      | 5     | 4      | 7    | 16    |
| 5       | Austria              | 5     | 1      | 0    | 6     |
| 6       | Polska               | 4     | 7      | 7    | 18    |
| 7       | Niemcy               | 4     | 7      | 5    | 16    |
| 8       | Izrael               | 4     | 2      | 3    | 9     |
| 9       | Włochy               | 3     | 11     | 6    | 20    |
| 10      | Ukraina              | 3     | 3      | 3    | 9     |
| 11      | Szwecja              | 3     | 2      | 4    | 9     |
| 12      | Czechy               | 3     | 2      | 2    | 7     |
| 13      | Francja              | 2     | 3      | 5    | 10    |
| 14      | Turcja               | 2     | 1      | 3    | 6     |
| 15      | Holandia             | 2     | 0      | 2    | 4     |
| 16      | Rumunia              | 2     | 0      | 0    | 2     |
| 17      | Dania                | 1     | 2      | 2    | 5     |
| 18      | Irlandia             | 1     | 1      | 1    | 3     |
| 18      | Belgia               | 1     | 1      | 1    | 3     |
| 18      | Litwa                | 1     | 1      | 1    | 3     |
| 21      | Serbia*              | 1     | 0      | 1    | 2     |
| 21      | Portugalia           | 1     | 0      | 1    | 2     |
| 23      | Estonia              | 1     | 0      | 0    | 1     |
| 23      | Bułgaria             | 1     | 0      | 0    | 1     |
| 25      | Szwajcaria           | 0     | 1      | 4    | 5     |
| 26      | Bośnia i Hercegowina | 0     | 1      | 0    | 1     |
| 26      | Norwegia             | 0     | 1      | 0    | 1     |
| 26      | Finlandia            | 0     | 1      | 0    | 1     |
| Razem   | Razem                | 75    | 74     | 73   | 222   |

## Medaliści

### Pływanie[2]

#### Mężczyźni
| Konkurencja                 | Złoto | Czas     | Srebro | Czas          | Brąz | Czas     |
| Styl dowolny                | |          | |               | |          |
| 50 metrów                   | Kristian Gołomeew · Grecja                                                                                           | 21,72    | Stergios Marios Bilas · Grecja                                                                                | 21,73         | Władysław Buchow · Ukraina | 21,85    |
| 100 metrów                  | David Popovici · Rumunia                                                                                             | 46,88    | Nándor Németh · Węgry                                                                                         | 47,49         | Andrej Barna · Serbia | 47,66    |
| 200 metrów                  | David Popovici · Rumunia                                                                                             | 1:43,13  | Danas Rapšys · Litwa                                                                                          | 1:45,65       | Antonio Djakovic · Szwajcaria | 1:46,32  |
| 400 metrów                  | Felix Auböck · Austria                                                                                               | 3:43,24  | Dimitrios Markos · Grecja                                                                                     | 3:47,44       | Antonio Djakovic · Szwajcaria | 3:47,62  |
| 800 metrów                  | Mychajło Romanczuk · Ukraina                                                                                         | 7:46,20  | Dimitrios Markos · Grecja                                                                                     | 7:48,59       | Zalán Sárkány · Węgry | 7:49,29  |
| 1500 metrów                 | Kuzey Tunçelli · Turcja                                                                                              | 14:55,64 | Mychajło Romanczuk · Ukraina                                                                                  | 15:00,99      | Zalán Sárkány · Węgry | 15:06,67 |
| Styl grzbietowy             | |          | |               | |          |
| 50 metrów                   | Apostolos Christou · Grecja                                                                                          | 24,39    | Ksawery Masiuk · Polska                                                                                       | 24,63         | Ewangelos Makrygiannis · Grecja | 24,74    |
| 100 metrów                  | Apostolos Christou · Grecja                                                                                          | 52,23    | Ewangelos Makrygiannis · Grecja                                                                               | 52,83         | Ksawery Masiuk · Polska | 53,56    |
| 200 metrów                  | Ołeksandr Żeltiakow · Ukraina                                                                                        | 1:55,39  | Apostolos Siskos · Grecja                                                                                     | 1:55,42       | Roman Mitiukow · Szwajcaria | 1:55,75  |
| Styl klasyczny              | |          | |               | |          |
| 50 metrów                   | Hüseyin Emre Sakçı · Turcja                                                                                          | 26,92    | Noel de Geus · Niemcy                                                                                         | 26,93         | Kristian Pitszugin · Izrael | 27,02    |
| 100 metrów                  | Melvin Imoudu · Niemcy                                                                                               | 58,84    | Berkay Öğretir · Turcja                                                                                       | 59,23         | Andrius Šidlauskas · Litwa | 59,27    |
| 200 metrów                  | Lubomir Epitropow · Bułgaria · Erik Persson · Szwecja                                                                | 2:09,45  | Nie przyznano                                                                                                 | Nie przyznano | Jan Kałusowski · Polska | 2:10,20  |
| Styl motylkowy              | |          | |               | |          |
| 50 metrów                   | Stergios Marios Bilas · Grecja                                                                                       | 23,15    | Simon Bucher · Austria                                                                                        | 23,19         | Daniel Gracík · Czechy | 23,26    |
| 100 metrów                  | Kristóf Milák · Węgry                                                                                                | 50,82    | Hubert Kós · Węgry                                                                                            | 50,96         | Jakub Majerski · Polska | 50,98    |
| 200 metrów                  | Kristóf Milák · Węgry                                                                                                | 1:54,43  | Krzysztof Chmielewski · Polska                                                                                | 1:54,78       | Michał Chmielewski · Polska | 1:55,51  |
| Styl zmienny                | |          | |               | |          |
| 200 metrów                  | Hubert Kós · Węgry                                                                                                   | 1:57,21  | Ron Polonsky · Izrael                                                                                         | 1:57,36       | Berke Saka · Turcja | 1:58,62  |
| 400 metrów                  | Apostolos Papastamos · Grecja                                                                                        | 4:10,83  | Balázs Holló · Węgry                                                                                          | 4:11,51       | Gábor Zombori · Węgry | 4:11,70  |
| Sztafety                    | |          | |               | |          |
| 4 × 100 metrów st. dowolnym | Serbia · Velimir Stjepanović (47,99) · Nikola Acin (48,64) · Justin Cvetkov (49,41) · Andrej Barna (46,86)           | 3:12,90  | Polska · Mateusz Chowaniec (48,45) · Dominik Dudys (48,60) · Ksawery Masiuk (48,04) · Kamil Sieradzki (48,16) | 3:13,25       | Grecja · Apostolos Christou (48,82) · Stergios Marios Bilas (48,50) · Kristian Gołomeew (48,04) · Andreas Wazeos (48,37)                     | 3:13,73  |
| 4 × 200 metrów st. dowolnym | Litwa · Tomas Navikonis (1:47,42) · Tomas Lukminas (1:47,66) · Kristupas Trepočka (1:48,06) · Danas Rapšys (1:44,90) | 7:08,04  | Węgry · Nándor Németh (1:46,11) · Balázs Holló (1:48,09) · Richárd Márton (1:47,63) · Hubert Kós (1:47,76)    | 7:09,59       | Grecja · Dimitrios Markos (1:47,12) · Konstantinos Englezakis (1:46,60) · Konstantinos Emmanouil Stamou (1:48,61) · Andreas Wazeos (1:47,40) | 7:09,73  |
| 4 × 100 metrów st. zmiennym | Austria · Bernhard Reitshammer (54,54) · Valentin Bayer (59,87) · Simon Bucher (51,42) · Heiko Gigler (47,58)        | 3:33,41  | Polska · Ksawery Masiuk (54,50) · Jan Kałusowski (59,74) · Jakub Majerski (51,17) · Kamil Sieradzki (48,03)   | 3:33,44       | Ukraina · Ołeksandr Żeltiakow (53,91) · Wołodymyr Lisowiec (58,96) · Arsenij Kowalow (51,90) · Illia Linnyk (48,73)                          | 3:33,50  |

#### Kobiety
| Konkurencja                 | Złoto | Czas     | Srebro | Czas     | Brąz | Czas     |
| Styl dowolny                | |          | |          | |          |
| 50 metrów                   | Petra Senánszky · Węgry                                                                                                 | 24,56    | Teodora Draku · Grecja                                                                                             | 24,59    | Julie Kepp Jensen · Dania | 24,79    |
| 100 metrów                  | Barbora Seemanová · Czechy                                                                                              | 53,50    | Barbora Janíčková · Czechy                                                                                         | 54,17    | Nikolett Pádár · Węgry | 54,22    |
| 200 metrów                  | Barbora Seemanová · Czechy                                                                                              | 1:55,37  | Minna Ábrahám · Węgry                                                                                              | 1:57,22  | Nicole Maier · Niemcy | 1:57,36  |
| 400 metrów                  | Ajna Késely · Węgry | 4:06,56  | Barbora Seemanová · Czechy                                                                                         | 4:06,72  | Francisca Martins · Portugalia                                                                                                 | 4:10,94  |
| 800 metrów                  | Ajna Késely · Węgry | 8:29,96  | Fleur Lewis · Wielka Brytania                                                                                      | 8:33,54  | Deniz Ertan · Turcja | 8:34,31  |
| 1500 metrów                 | Vivien Jackl · Węgry | 16:06,37 | Celine Rieder · Niemcy                                                                                             | 16:15,98 | Fleur Lewis · Wielka Brytania                                                                                                  | 16:17,53 |
| Styl grzbietowy             | |          | |          | |          |
| 50 metrów                   | Danielle Hill · Irlandia                                                                                                | 27,73    | Teodora Draku · Grecja                                                                                             | 27,87    | Adela Piskorska · Polska | 28,00    |
| 100 metrów                  | Adela Piskorska · Polska                                                                                                | 59,79    | Danielle Hill · Irlandia                                                                                           | 1:00,19  | Roos Vanotterdijk · Belgia | 1:00,58  |
| 200 metrów                  | Camila Rebelo · Portugalia                                                                                              | 2:08,95  | Dóra Molnár · Węgry                                                                                                | 2:09,02  | Eszter Szabó-Feltóthy · Węgry                                                                                                  | 2:09,21  |
| Styl klasyczny              | |          | |          | |          |
| 50 metrów                   | Dominika Sztandera · Polska                                                                                             | 30,55    | Veera Kivirinta · Finlandia                                                                                        | 30,65    | Olivia Klint Ipsa · Szwecja | 30,90    |
| 100 metrów                  | Eneli Jefimova · Estonia                                                                                                | 1:06,41  | Lisa Mamié · Szwajcaria                                                                                            | 1:07,15  | Olivia Klint Ipsa · Szwecja | 1:07,73  |
| 200 metrów                  | Kristýna Horská · Czechy                                                                                                | 2:23,60  | Clara Rybak-Andersen · Dania                                                                                       | 2:25,20  | Lisa Mamié · Szwajcaria | 2:26,10  |
| Styl motylkowy              | |          | |          | |          |
| 50 metrów                   | Sara Junevik · Szwecja                                                                                                  | 25,68    | Roos Vanotterdijk · Belgia                                                                                         | 26,08    | Anna Ntountounaki · Grecja | 26,18    |
| 100 metrów                  | Roos Vanotterdijk · Belgia                                                                                              | 57,47    | Georgia Damasioti · Grecja                                                                                         | 57,74    | Sara Junevik · Szwecja | 58,06    |
| 200 metrów                  | Helena Rosendahl Bach · Dania                                                                                           | 2:07,88  | Lana Pudar · Bośnia i Hercegowina                                                                                  | 2:08,15  | Boglárka Telegdy Kapás · Węgry                                                                                                 | 2:08,22  |
| Styl zmienny                | |          | |          | |          |
| 200 metrów                  | Anastasia Gorbenko · Izrael                                                                                             | 2:09,75  | Lea Polonsky · Izrael                                                                                              | 2:11,18  | Barbora Seemanová · Czechy | 2:11,48  |
| 400 metrów                  | Anastasia Gorbenko · Izrael                                                                                             | 4:36,05  | Vivien Jackl · Węgry                                                                                               | 4:38,96  | Zsuzsanna Jakabos · Węgry | 4:40,24  |
| Sztafety                    | |          | |          | |          |
| 4 × 100 metrów st. dowolnym | Węgry · Petra Senánszky (54,79) · Minna Ábrahám (54,43) · Panna Ugrai (53,88) · Nikolett Pádár (53,67)                  | 3:36,77  | Dania · Elisabeth Sabroe Ebbesen (54,75) · Signe Bro (54,72) · Julie Kepp Jensen (54,12) · Schastine Tabor (54,89) | 3:38,48  | Polska · Kornelia Fiedkiewicz (55,06) · Zuzanna Famulok (55,70) · Wiktoria Guść (55,31) · Aleksandra Polańska (54,94)          | 3:41,01  |
| 4 × 200 metrów st. dowolnym | Izrael · Anastasia Gorbenko (1:56,74) · Daria Golovaty (1:57,94) · Ayla Spitz (1:59,07) · Lea Polonsky (1:58,08)        | 7:51,83  | Węgry · Minna Ábrahám (1:58,39) · Ajna Késely (1:59,26) · Dóra Molnár (1:59,40) · Nikolett Pádár (1:55,87)         | 7:52,92  | Turcja · Gizem Güvenç (1:59,26) · Ela Naz Özdemir (2:00,48) · Ecem Dönmez (2:00,99) · Zehra Durup Bilgin (2:00,85)             | 8:01,58  |
| 4 × 100 metrów st. zmiennym | Polska · Adela Piskorska (1:00,40) · Dominika Sztandera (1:06,07) · Paulina Peda (58,15) · Kornelia Fiedkiewicz (54,09) | 3:58,71  | Węgry · Lora Komoróczy (1:01,08) · Eszter Békési (1:08,49) · Panna Ugrai (57,91) · Nikolett Pádár (54,02)          | 4:01,50  | Dania · Schastine Tabor (1:01,97) · Clara Rybak-Andersen (1:08,04) · Helena Rosendahl Bach (57,82) · Julie Kepp Jensen (54,20) | 4:02,03  |

#### Konkurencje mieszane
| Konkurencja                 | Złoto | Czas    | Srebro | Czas    | Brąz | Czas    |
| Sztafety                    | |         | |         | |         |
| 4 × 100 metrów st. dowolnym | Węgry · Hubert Kós (49,39) · Szebasztián Szabó (48,21) · Panna Ugrai (54,38) · Nikolett Pádár (53,71)          | 3:25,69 | Polska · Mateusz Chowaniec (48,67) · Kamil Sieradzki (48,61) · Zuzanna Famulok (55,09) · Kornelia Fiedkiewicz (54,16)      | 3:26,53 | Niemcy · Martin Wrede (49,29) · Peter Varjasi (48,26) · Nicole Maier (54,68) · Nina Jazy (54,78)                  | 3:27,01 |
| 4 × 200 metrów st. dowolnym | Węgry · Richárd Márton (1:49,43) · Balázs Holló (1:46,70) · Minna Ábrahám (1:58,61) · Nikolett Pádár (1:55,37) | 7:30,11 | Polska · Bartosz Piszczorowicz (1:48,93) · Kamil Sieradzki (1:46,97) · Wiktoria Guść (1:59,05) · Zuzanna Famulok (2:00,13) | 7:35,08 | Niemcy · Danny Schmidt (1:49,45) · Philipp Peschke (1:48,08) · Nicole Maier (1:58,28) · Leonie Kullmann (1:59,75) | 7:35,56 |
| 4 × 100 metrów st. zmiennym | Izrael · Anastasia Gorbenko (59,44) · Ron Polonsky (59,80) · Gal Cohen Groumi (51,90) · Andrea Murez (54,60)   | 3:45,74 | Niemcy · Maya Werner (1:02,77) · Melvin Imoudu (59,09) · Luca Armbruster (51,51) · Nina Jazy (54,75)                       | 3:48,12 | Węgry · Hubert Kós (53,71) · Eszter Békési (1:09,05) · Richárd Márton (51,75) · Petra Senánszky (54,28)           | 3:48,79 |

#### Klasyfikacja medalowa
*   Gospodarz ( Serbia)
| Miejsce | Reprezentacja        | Złoto | Srebro | Brąz | Razem |
| ------- | -------------------- | ----- | ------ | ---- | ----- |
| 1       | Węgry                | 10    | 9      | 8    | 27    |
| 2       | Grecja               | 5     | 8      | 4    | 17    |
| 3       | Izrael               | 4     | 2      | 1    | 7     |
| 4       | Polska               | 3     | 6      | 6    | 15    |
| 5       | Czechy               | 3     | 2      | 2    | 7     |
| 6       | Turcja               | 2     | 1      | 3    | 6     |
| 7       | Ukraina              | 2     | 1      | 2    | 5     |
| 8       | Austria              | 2     | 1      | 0    | 3     |
| 9       | Szwecja              | 2     | 0      | 3    | 5     |
| 10      | Rumunia              | 2     | 0      | 0    | 2     |
| 11      | Niemcy               | 1     | 3      | 3    | 7     |
| 12      | Dania                | 1     | 2      | 2    | 5     |
| 13      | Litwa                | 1     | 1      | 1    | 3     |
| 13      | Belgia               | 1     | 1      | 1    | 3     |
| 15      | Irlandia             | 1     | 1      | 0    | 2     |
| 16      | Portugalia           | 1     | 0      | 1    | 2     |
| 16      | Serbia*              | 1     | 0      | 1    | 2     |
| 18      | Estonia              | 1     | 0      | 0    | 1     |
| 18      | Bułgaria             | 1     | 0      | 0    | 1     |
| 20      | Szwajcaria           | 0     | 1      | 4    | 5     |
| 21      | Wielka Brytania      | 0     | 1      | 1    | 2     |
| 22      | Bośnia i Hercegowina | 0     | 1      | 0    | 1     |
| 22      | Finlandia            | 0     | 1      | 0    | 1     |
| Razem   | Razem                | 44    | 42     | 43   | 129   |

### Pływanie na otwartym akwenie[46]

#### Mężczyźni
| Konkurencja | Złoto                         | Czas      | Srebro                         | Czas      | Brąz                    | Czas      |
| 5 km        | Dávid Betlehem · Węgry        | 53:28,3   | Marc-Antoine Olivier · Francja | 53:28,7   | Marcello Guidi · Włochy | 53:30,8   |
| 10 km       | Gregorio Paltrinieri · Włochy | 1:49:19,6 | Marc-Antoine Olivier · Francja | 1:49:41,0 | Dávid Betlehem · Węgry  | 1:49:41,2 |
| 25 km       | Dario Verani · Włochy         | 5:08:50,9 | Matteo Furlan · Włochy         | 5:08:56,6 | Axel Reymond · Francja  | 5:09:00,5 |

#### Kobiety
| Konkurencja | Złoto                     | Czas      | Srebro                     | Czas      | Brąz                           | Czas      |
| 5 km        | Leonie Beck · Niemcy      | 58:25,3   | Ginevra Taddeucci · Włochy | 58:26,5   | Bettina Fábián · Węgry         | 58:28,7   |
| 10 km       | Leonie Beck · Niemcy      | 2:00:54,8 | Barbara Pozzobon · Włochy  | 2:00:54,9 | Giulia Gabbrielleschi · Włochy | 2:00:58,5 |
| 25 km       | Barbara Pozzobon · Włochy | 5:25:37,7 | Lea Boy · Niemcy           | 5:28:39,6 | Candela Sánchez · Hiszpania    | 5:29:15,2 |

#### Konkurencje mieszane
| Konkurencja | Złoto                                                                       | Czas      | Srebro                                                                                 | Czas      | Brąz                                                                               | Czas      |
| Drużynowo   | Węgry · Mira Szimcsák · Bettina Fábián · Dávid Betlehem · Kristóf Rasovszky | 1:06:07,7 | Włochy · Giulia Gabbrielleschi · Ginevra Taddeucci · Andrea Filadelli · Marcello Guidi | 1:06:28,6 | Francja · Caroline Jouisse · Océane Cassignol · Sacha Velly · Marc-Antoine Olivier | 1:06:51,7 |

#### Klasyfikacja medalowa
*   Gospodarz ( Serbia)
| Miejsce | Reprezentacja | Złoto | Srebro | Brąz | Razem |
| ------- | ------------- | ----- | ------ | ---- | ----- |
| 1       | Włochy        | 3     | 4      | 2    | 9     |
| 2       | Niemcy        | 2     | 1      | 0    | 3     |
| 3       | Węgry         | 2     | 0      | 2    | 4     |
| 4       | Francja       | 0     | 2      | 2    | 4     |
| 5       | Hiszpania     | 0     | 0      | 1    | 1     |
| Razem   | Razem         | 7     | 7      | 7    | 21    |

### Skoki do wody[54]

#### Mężczyźni
| Konkurencja                   | Złoto                                   | Wynik  | Srebro                                         | Wynik  | Brąz                                        | Wynik  |
| Trampolina 1 m                | Andrzej Rzeszutek · Polska              | 394,40 | Matteo Santoro · Włochy                        | 391,70 | Stefano Belotti · Włochy                    | 370,50 |
| Trampolina 3 m                | Gwendal Bisch · Francja                 | 440,75 | Matteo Santoro · Włochy                        | 431,55 | Matthew Dixon · Wielka Brytania             | 431,15 |
| Trampolina 3 m synchronicznie | Francja · Jules Bouyer · Alexis Jandard | 404,52 | Hiszpania · Juan Pablo Cortes · Nicolás García | 379,08 | Polska · Kacper Lesiak · Andrzej Rzeszutek  | 375,24 |
| Wieża 10 m                    | Robbie Lee · Wielka Brytania            | 489,45 | Carlos Camacho del Hoyo · Hiszpania            | 432,70 | Ben Cutmore · Wielka Brytania               | 429,90 |
| Wieża 10 m synchronicznie     | Austria · Anton Knoll · Dariush Lotfi   | 367,05 | Włochy · Francesco Casalini · Julian Verzotto  | 356,88 | Wielka Brytania · Ben Cutmore · Euan McCabe | 350,70 |

#### Kobiety
| Konkurencja                   | Złoto                                                   | Wynik  | Srebro                                             | Wynik  | Brąz                                   | Wynik         |
| Trampolina 1 m                | Elna Widerström · Szwecja                               | 250,25 | Aleksandra Błażowska · Polska                      | 231,35 | Emilia Nilsson Garip · Szwecja         | 230,15        |
| Trampolina 3 m                | Desharne Bent-Ashmeil · Wielka Brytania                 | 305,15 | Helle Tuxen · Norwegia                             | 243,20 | Clare Cryan · Irlandia                 | 240,55        |
| Trampolina 3 m synchronicznie | Wielka Brytania · Desharne Bent-Ashmeil · Amy Rollinson | 269,10 | Szwecja · Nina Janmyr · Elna Widerström            | 258,75 | Francja · Naïs Gillet · Juliette Landi | 243,33        |
| Wieża 10 m                    | Ana Carvajal · Hiszpania                                | 287,90 | Emily Hallifax · Francja · Sofija Łyskun · Ukraina | 278,10 | Nie przyznano                          | Nie przyznano |
| Wieża 10 m synchronicznie     | Ukraina · Ksenija Baiło · Sofija Łyskun                 | 288,78 | Hiszpania · Valeria Antolino · Ana Carvajal        | 260,67 | Francja · Jade Gillet · Naïs Gillet    | 240,60        |

#### Konkurencje mieszane
| Konkurencja                   | Złoto                                                             | Wynik  | Srebro                                                                              | Wynik  | Brąz                                                                               | Wynik  |
| Trampolina 3 m synchronicznie | Wielka Brytania · Ben Cutmore · Desharne Bent-Ashmeil             | 268,50 | Szwecja · Elias Petersen · Emilia Nilsson Garip                                     | 261,42 | Niemcy · Lou Massenberg · Jana Lisa Rother                                         | 260,85 |
| Wieża 10 m synchronicznie     | Hiszpania · Carlos Camacho · Valeria Antolino                     | 274,50 | Niemcy · Tom Waldsteiner · Carolina Coordes                                         | 266,34 | Ukraina · Marko Barsukow · Ksenija Baiło                                           | 256,02 |
| Drużynowo                     | Hiszpania · Valeria Antolino · Carlos Camacho · Juan Pablo Cortés | 367,65 | Ukraina · Danyło Awanesow · Stanisław Oliferczyk · Karina Hłyżina · Anna Pysmienska | 357,00 | Niemcy · Carolina Coordes · Jana Lisa Rother · Lou Massenberg · Luis Avila Sanchez | 352,30 |

#### Klasyfikacja medalowa
*   Gospodarz ( Serbia)
| Miejsce | Reprezentacja   | Złoto | Srebro | Brąz | Razem |
| ------- | --------------- | ----- | ------ | ---- | ----- |
| 1       | Wielka Brytania | 4     | 0      | 3    | 7     |
| 2       | Hiszpania       | 3     | 3      | 0    | 6     |
| 3       | Francja         | 2     | 1      | 2    | 5     |
| 4       | Szwecja         | 1     | 2      | 1    | 4     |
| 4       | Ukraina         | 1     | 2      | 1    | 4     |
| 6       | Polska          | 1     | 1      | 1    | 3     |
| 7       | Austria         | 1     | 0      | 0    | 1     |
| 8       | Włochy          | 0     | 3      | 1    | 4     |
| 9       | Niemcy          | 0     | 1      | 2    | 3     |
| 10      | Norwegia        | 0     | 1      | 0    | 1     |
| 11      | Irlandia        | 0     | 0      | 1    | 1     |
| Razem   | Razem           | 13    | 14     | 12   | 39    |

### Pływanie artystyczne[68]

#### Kobiety
| Konkurencja          | Złoto | Wynik    | Srebro | Wynik    | Brąz | Wynik    |
| Solo technicznie     | Vasiliki Alexandri · Austria | 260,5967 | Klara Bleyer · Niemcy | 242,9617 | Marloes Steenbeek · Holandia | 240,4816 |
| Solo dowolnie        | Vasiliki Alexandri · Austria | 257,4959 | Klara Bleyer · Niemcy | 253,4772 | Marloes Steenbeek · Holandia | 238,1667 |
| Duety technicznie    | Holandia · Bregje de Brouwer · Noortje de Brouwer | 260,6567 | Wielka Brytania · Kate Shortman · Isabelle Thorpe | 256,7184 | Izrael · Shelly Bobritsky · Ariel Nassee | 243,6250 |
| Duety dowolnie       | Holandia · Bregje de Brouwer · Noortje de Brouwer | 264,6584 | Wielka Brytania · Kate Shortman · Isabelle Thorpe | 261,0313 | Izrael · Shelly Bobritsky · Ariel Nassee | 245,6105 |
| Zespół technicznie   | Hiszpania · Cristina Arámbula · Meritxell Ferré · Marina García · Lilou Lluís · Meritxell Mas · Alisa Ozhogina · Iris Tió · Blanca Toledano                                    | 278,4684 | Grecja · Maria Alzigkouzi Kominea · Thaleia Dampali · Athina Kamarinopoulou · Zoi Karangelou · Maria Karapanagiotou · Ifigeneia Krommydaki · Sofia Rigakou · Vasiliki Thanou   | 257,8918 | Włochy · Beatrice Andina · Valentina Bisi · Beatrice Esegio · Alessia Macchi · Giorgia Lucia Macino · Marta Murru · Carmen Rocchino · Sophie Tabbiani | 256,8584 |
| Zespół dowolnie      | Grecja · Maria Alzigkouzi Kominea · Thaleia Dampali · Athina Kamarinopoulou · Zoi Karangelou · Maria Karapanagiotou · Artemi Koutraki · Ifigeneia Krommydaki · Vasiliki Thanou | 270,1980 | Włochy · Beatrice Andina · Valentina Bisi · Beatrice Esegio · Alessia Macchi · Giorgia Lucia Macino · Marta Murru · Carmen Rocchino · Sophie Tabbiani                          | 254,7354 | Wielka Brytania · Eleanor Blinkhorn · Florence Blinkhorn · Lily Halasi · Holly Hughes · Sophie Rowney · Robyn Swatman · Amelie Williams · Eve Young   | 219,0228 |
| Program akrobatyczny | Niemcy · Klara Bleyer · Amelie Blumenthal Haz · Maria Denisov · Solène Guisard · Daria Martens · Susana Rovner · Frithjof Seidel · Daria Tonn                                  | 192,7166 | Grecja · Maria Alzigkouzi Kominea · Thaleia Dampali · Athina Kamarinopoulou · Zoi Karangelou · Maria Karapanagiotou · Artemi Koutraki · Ifigeneia Krommydaki · Vasiliki Thanou | 191,8100 | Włochy · Beatrice Andina · Valentina Bisi · Beatrice Esegio · Alessia Macchi · Giorgia Lucia Macino · Marta Murru · Carmen Rocchino · Sophie Tabbiani | 159,2966 |

#### Mężczyźni
| Konkurencja      | Złoto                            | Wynik    | Srebro                           | Wynik    | Brąz                           | Wynik    |
| Solo technicznie | Dennis González · Hiszpania      | 225,8466 | Ranjuo Tomblin · Wielka Brytania | 204,4466 | Giorgio Minisini · Włochy      | 185,9800 |
| Solo dowolnie    | Ranjuo Tomblin · Wielka Brytania | 191,0293 | Giorgio Minisini · Włochy        | 183,5313 | Quentin Rakotomalala · Francja | 174,4708 |

#### Konkurencje mieszane
| Konkurencja                | Złoto                                     | Wynik    | Srebro                                      | Wynik    | Brąz                                              | Wynik    |
| Duety mieszane technicznie | Hiszpania · Emma García · Dennis González | 218,7658 | Włochy · Sarah Maria Rizea · Filippo Pelati | 217,1633 | Wielka Brytania · Beatrice Crass · Ranjuo Tomblin | 202,9817 |
| Duety mieszane dowolnie    | Hiszpania · Emma García · Dennis González | 189,7938 | Włochy · Flaminia Vernice · Filippo Pelati  | 188,6250 | Wielka Brytania · Beatrice Crass · Ranjuo Tomblin | 175,1563 |

#### Klasyfikacja medalowa
*   Gospodarz ( Serbia)
| Miejsce | Reprezentacja   | Złoto | Srebro | Brąz | Razem |
| ------- | --------------- | ----- | ------ | ---- | ----- |
| 1       | Hiszpania       | 4     | 0      | 0    | 4     |
| 2       | Holandia        | 2     | 0      | 2    | 4     |
| 3       | Austria         | 2     | 0      | 0    | 2     |
| 4       | Wielka Brytania | 1     | 3      | 3    | 7     |
| 5       | Niemcy          | 1     | 2      | 0    | 3     |
| 5       | Grecja          | 1     | 2      | 0    | 3     |
| 7       | Włochy          | 0     | 4      | 3    | 7     |
| 8       | Izrael          | 0     | 0      | 2    | 2     |
| 9       | Francja         | 0     | 0      | 1    | 1     |
| Razem   | Razem           | 11    | 11     | 11   | 33    |